# Phoratopus remex
Phoratopus remex is een pissebed uit de familie Phoratopodidae. De wetenschappelijke naam van de soort is voor het eerst geldig gepubliceerd in 1925 door Mason Ellsworth Hale.